# Milan-San Remo 1926
La 19e édition de la course cycliste, Milan-San Remo a eu lieu le 15 avril 1926 et a été remportée par l'Italien Costante Girardengo, pour la cinquième fois. Il devient également le premier coureur à conserver son titre sur cette classique.

## Classement final
|    | Cycliste            | Équipe          | Temps           |
| -- | ------------------- | --------------- | --------------- |
| 1  | Costante Girardengo | Wolsit-Pirelli  | 9 h 48 min 00 s |
| 2  | Nello Ciaccheri     | Legnano-Pirelli | + 6 min 40 s    |
| 3  | Egidio Picchiottino | Alcyon-Dunlop   | + 11 min 15 s   |
| 4  | Gaetano Belloni     | Wolsit-Pirelli  | + 12 min 45 s   |
| 5  | Arturo Bresciani    | -               | + 17 min 30 s   |
| 6  | Ermanno Vallazza    | Legnano-Pirelli | + 18 min 30 s   |
| 7  | Giuseppe Pancera    | Olympia-Dunlop  | + 18 min 35 s   |
| 8  | Marcel Huot         | -               | + 21 min 00 s   |
| 9  | Romain Bellenger    | -               | + 22 min 30 s   |
| 10 | Secondo Martinetto  | Méteore-Wolber  | + 30 min 00 s   |